# Смертельні казки 2
Смертельні казки 2 (англ. Deadtime Stories 2) — американський фільм жахів 2011 року.

## Сюжет
Антологія з трьох історій.
«Ущелина»
Троє спелеологів спускаються в глибоку печеру. Стається обвал, який відрізає шлях назад, до того ж один з них виявляється важко поранений. Через два проведених під землею тижні у них закінчується їжа.
«На відьминому пагорбі»
Університетський професор Вівер дізнається, що його коханка-студентка Елісон вагітна. Він змушує її зробити аборт. Незабаром вона кінчає життя самогубством, але її привид не дає Віверу спокою.
«Пил»
Джордж працює охоронцем в науковому центрі, а вдома доглядає за смертельно хворою дружиною. Почувши, що в лабораторії зберігається речовина, яка теоретично здатна вилікувати рак, він вирішує потайки випробувати його дію на дружині.

## У ролях
| Актор          | Роль              |
| -------------- | ----------------- |
| Беррет Гекні   | Крейг             |
| Марк Гофманн   | доктор Оуен       |
| Патрік Джордан | Гері              |
| Емі Лінн Бест  | медсестра Флетчер |
| Джон Ромуальді | Річард Вівер      |
| Аманда Фрост   | Елісон Ноулз      |
| Денні Купер    | Мархем            |
| Сем Редфорд    | доктор Алекс Флеш |
| Джон Шепард    | Джордж            |
| Едріенн Вер    | Одрі              |
| Джордж Ромеро  | ведучий           |